# Trinity Blood
Trinity Blood (japonsky トリニティ・ブラッド, Toriniti Buraddo) je série japonských light novel napsaná Sunaem Jošidou a ilustrovaná Thoresem Šibamotem. Děj se odehrává 900 let po apokalyptické válce mezi lidmi a upíry, popisuje probíhající studenou válku mezi Vatikánem, který je pod lidskou nadvládou a upířím Impériem. Romány jsou směsicí sci-fi, fantasy a popisu politických intrik, při kterých někteří jedinci z Vatikánu a Impéria usilují o vzájemný mír, ale jejich snahy jsou podkopávány rosenkruciánským řádem.
Trinity Blood je manga i anime seriál, jednotlivé díly na sebe navazují. Seriál z roku 2005 obsahuje 24 dílů a v češtině jej vysílala společnost Animax.